# Sandra White (Politikerin)

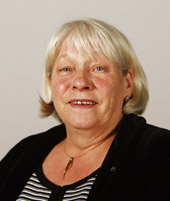
Sandra White

Sandra White (* 17. August 1951) ist eine schottische Politikerin und Mitglied der Scottish National Party (SNP).

## Leben
White besuchte die Garthamlock Secondary School in Glasgow, das Glasgow College und das Cardonald College. Die langjährige Pressesprecherin der William Wallace Society trat 1983 in die SNP ein. Vor der Wahl ins Schottische Parlament war White Ratsmitglied der Region Renfrewshire für den Distrikt Foxbar, einen Vorort von Paisley.

## Politischer Werdegang
Bei den Schottischen Parlamentswahlen 1999 kandidierte White für den Wahlkreis Glasgow Kelvin, konnte sich jedoch nicht gegen Pauline McNeill von der Labour Party durchsetzen. Auf Grund des Wahlergebnisses erhielt White aber eines von vier Mandaten der Regionalwahlliste für die SNP in der Wahlregion Glasgow und zog in das neugeschaffene Schottische Parlament ein. Bei den Parlamentswahlen 2003 und Parlamentswahlen 2007 kandidierte White abermals für Glasgow Kelvin, konnte aber nicht den nötigen Stimmenanteil auf sich vereinen. In beiden Fällen verteidigte sie jedoch ihr Mandat der Wahlregion. White gelang es schließlich bei den Parlamentswahlen 2011 erstmals das Direktmandat für Glasow Kelvin zu erringen. Bei den folgenden Parlamentswahlen 2016 verteidigte sie ihr Mandat trotz Stimmverlusten.